# Gornja Konjuša
Gornja Konjuša (en serbe cyrillique : Горња Конјуша) est un village de Serbie situé dans la municipalité de Prokuplje, district de Toplica. Au recensement de 2011, il comptait 39 habitants.

## Démographie
| 1948 | 1953 | 1961 | 1971 | 1981 | 1991 | 2002 | 2011 |
| ---- | ---- | ---- | ---- | ---- | ---- | ---- | ---- |
| 362  | 368  | 272  | 198  | 134  | 99   | 66   | 39   |

|  |